# یوربرو
شهر یوربرو (به سوئدی: Jordbro) در ناحیه شهری هانینیه در کشور سوئد واقع شده‌است. جمعیت این شهر ۲۰۷۳٫۰۸  نفر است.